# دانشگاه ویسو بهاراتی
ویسوَ بهاراتی دانشگاهی است که رابیندرانات تاگور در سال ۱۹۲۱ بنیاد گذارد. این دانشگاه که در شانتی‌نیکتان در بنگال غربی در هندوستان جای گرفته دانشگاه مرکزی این کشور است. این دانشگاه دارای چندین آموزشکده در رده‌های کارشناسی، کارشناسی ارشد و دکترا می‌باشد.
معنای واژه ویسوَ بهاراتی همهٔ هندوستان می‌باشد.